# Председнички избори у САД 1988.
Председнички избори у САД 1988. одржани су 8. новембра. Након два узастопна мандата, тадашњи председник Роналд Реган није могао поново да се кандидује. За кандидата Републиканске странке на изборима изабран је Џорџ Х. В. Буш, потпредседник за време Регановог мандата, док је кандидат Демократске странке био Мајкл Дукакис, гувернер Масачусетса. Кандидати за потпредседнике су били Ден Квејл испред Републиканске странке, и Лојд Бентсен испред Демократске странке.
На крају Регановог мандата привреда је била у успону и није било великих међународних криза. Буш је успео да капитализује Реганову популарност освојивши 53,4% гласова, чиме је постао трећи узастопни председник из Републиканске странке. Победио је у 40 савезних држава и освојио 426 гласова у Колегијуму изборника. Буш је последњи републикански кандидат који је победио у одређеним државама које су од тада стекле репутацију „плавих држава“ у којима побеђују искључиво кандидати демократске странке. Те државе су Вермонт, Мејн, Конектикат, Њу Џерзи, Делавер, Мериленд, Пенсилванија, Мичиген, Илиноис и Калифорнија.

## Главни кандидати
| Lp. | Слика | Име            | Слика | Кандидат за потпредседника | Странка               |
| --- | ----- | -------------- | ----- | -------------------------- | --------------------- |
| 1.  |       | Џорџ Х. В. Буш |       | Ден Квејл                  | Републиканска странка |
| 2.  |       | Мајкл Дукакис  |       | Лојд Бентсен               | Демократска странка   |

## Остали кандидати
- Рон Пол - Либертаријанска странка

- Ленора Фулани - Странка новог савеза
- Вила Кенојер - Социјалистичка странка САД

## Резултати
| Кандидат         | Странка                 | Гласови    | Гласови | Изборници |
| Кандидат         | Странка                 | Број       | %       | Изборници |
| ---------------- | ----------------------- | ---------- | ------- | --------- |
| Џорџ Х. В. Буш   | Републиканска странка   | 48.886.097 | 53,37%  | 426       |
| Мајкл Дукакис    | Демократска странка     | 41.809.074 | 45,65%  | 111       |
| Рон Пол          | Либертаријанска странка | 431.750    | 0,47%   | 0         |
| Ленора Фулани    | Странка новог савеза    | 217.221    | 0,24%   | 0         |
| остали кандидати |                         | 249.642    | 0,27%   | 0         |
| Лојд Бентсен     | Демократска странка     | -          | -       | 1         |
| укупно           |                         | 91.594.686 | 100%    | 538       |